# 19 Фортуна
19 Фортуна е един от най-големите астероиди от основния пояс. Неговия състав е подобен на този на 1 Церера: тъмно оцветена повърхност, която е тежко засипвана от космоса със съединения от примитивни органични съставки.
Фортуна е 225 km в диаметър и има едно от най-тъмните геометрични албеда за астероид с големина над 150 km. Неговото албедо е измерено между 0,028 и 0,037.
Фортуна е наблюдавана с космическия телескоп Хъбъл през 1993 г. Регистриран е видим диаметър от 0,20 арксекунди (4,5 пиксела на Планетарната камера) и приблизително сферична форма. Търсени са естествени спътници, но не са намерени.
Открит е от Джон Ръсел Хинд на 22 август 1852 и е наречен на Фортуна, римска богиня на късмета.